# Cayaponia gracillima
Cayaponia gracillima là một loài thực vật có hoa trong họ Cucurbitaceae. Loài này được (Cogn.) Cogn. mô tả khoa học đầu tiên năm 1881.